# کوکا، تبت
کوکا، تبت (به لاتین: Coka) یک شهرک در جمهوری خلق چین است که در شهرستان بانار واقع شده‌است. کوکا ۴۵۱ کیلومتر مربع مساحت دارد ۳٬۷۳۴ متر بالاتر از سطح دریا واقع شده‌است.